# Scleria lingulata
Scleria lingulata är en halvgräsart som beskrevs av Charles Baron Clarke. Scleria lingulata ingår i släktet Scleria och familjen halvgräs. Inga underarter finns listade i Catalogue of Life.